# The Curse of the Desert
The Curse of the Desert est un film muet américain réalisé par Francis Ford et sorti en 1915.

## Fiche technique
- Réalisation : Francis Ford
- Scénario : Grace Cunard
- Pays de production :  États-Unis
- Durée : 20 minutes
- Date de sortie : 
  - États-Unis : 27 février 1915

## Distribution
- Francis Ford
- Grace Cunard
- Harry Schumm
- Ervin Denecke
- William Quinn
- Harry Mann
- Rex De Rosselli